# Рахимов, Рахмат Рахимович
Рахма́т Рахи́мович Рахи́мов  (14 марта 1938 — 15 мая 2013) — советский и российский этнограф, доктор исторических наук, главный научный сотрудник МАЭ им. Петра Великого (Кунсткамеры) РАН, специалист по этнографии ираноязычного населения Средней Азии. Доктор исторических наук.

## Образование и карьера
- Окончил Восточный факультет Ленинградского Государственного университета в 1965 году, по специальности иранист-филолог[1].
- В Кунсткамере работал с 1972 года до конца жизни, пройдя путь от научно-технического сотрудника, до главного научного сотрудника и заведующего отделом.
- Кандидат исторических наук (диссертация по проблемам традиционных институтов социальной организации таджиков) (1977)
- Доктор исторических наук («Традиционное мировоззрение таджиков: проблемы образов и символов в культуре») (1999)
- С 2001 по 2006 годы возглавлял отдел Центральной Азии МАЭ РАН, сделав акцент на восстановление традиций изучения этнографии Центральной Азии, привлёк к работе группу молодых ученых-востоковедов.
- В последующие годы  в рамках программы Фундаментальных научных исследований государственных академий наук руководил темами НИР.

## Область научных интересов
Изучал проблемы паломнической практики и культа святых у оседлого населения Средней Азии на территории Республик Таджикистан и Узбекистан, вопросы женской религиозности.

## Основные публикации
Р. Р. Рахимов является автором более 150 опубликованных научных работ, среди которых две монографии:
- «Дети и подростки в афганском обществе», Этнография детства. Традиционные формы воспитания детей и подростков у народов Передней и Южной Азии (Москва, 1983), сс. 89—117.
- «Этикет у народов Афганистана», Этикет у народов Передней Азии (Москва, 1988), сс. 189—220 (соавт.: А. Л. Грюнберг).
- “Hierarchy in traditional men’s associations of Central Asia”, Ecology and Empire. Nomads in the Cultural Evolution of the Old World I (Los Angeles, 1989), pp. 119—127.
- «Традиционное начальное школьное обучение детей у народов Средней Азии (конец XIX — начало XX вв.)», Сборник Музея антропологии и этнографии XLIII (Ленинград, 1989), сс. 109—132.
- «Социальная иерархия в традиционных “мужских домах” у таджиков», Этнографические аспекты традиционной военной организации народов Кавказа и Средней Азии I (Москва, 1990), сс. 89—130.
- Along the Silk Road. Nomads and Townspeople in Siberia and Central Asia (Moesgaard Muse-um, 1990) (составление и участие в составе авторского коллектива).
- «Мужские дома» в традиционной культуре таджиков (Ленинград: Наука, 1991)
- «“Птица власти”: к концепции предопределенности у таджиков», Материалы Полевых этнографических исследований 1990—1991 гг. II (Санкт-Петербург, 1993), сс. 105—117.
- «“Двурогие” люди, цари и боги», Кунсткамера. Этнографические тетради II—III (Санкт-Петербург, 1993), сс. 33—42.
- «Очерк быта традиционных “мужских домов” у таджиков», Этническая и этносоциальная история Кавказа, Средней Азии и Казахстана (Санкт-Петербург, 1994), сс. 105—139.
- «О языковой ситуации в Узбекистане: к проблеме межэтнической стабильности в республике», Межнациональные отношения в условиях социальной нестабильности (Санкт-Петербург, 1994), сс. 109—132.
- “Die Legende vom Grünen Reiter: Das Bild des Heiligen Chizr in den Glaubensvorstellungen der Tadshiken”, Abhandlungen und Beichte des Staatlichen Museums für Völkerkunde Dres-den XCVIII (1994), SS. 247—264.
- «Концепция лидерства в культуре таджиков (традиция и современность)», Этнические аспекты власти (Санкт-Петербург, 1995), сс. 138—188.
- «Таджикистан: Трудный путь возвращения политического ислама», Курьер Петровской Кунсткамеры I (Санкт-Петербург, 1995), сс. 127—161.
- «О таджиках Узбекистана (к вопросу о межъязыковых и межнациональных отношениях в Республике)», Проблемы двуязычия в многонациональной среде (Санкт-Петербург, 1995), сс. 28—66.
- «Горы и проблемы этнического самосознания (на примере Таджикистана)», Курьер Петровской Кунсткамеры IV—V (Санкт-Петербург, 1996), сс. 239—261.
- «Об одном социально-возрастном термине у современных таджиков», Материалы Полевых этнографических исследований III (Санкт-Петербург, 1996), сс. 18—35.
- «Дети: путь просветления (к проблеме традиционной этнопедагогики таджиков)», Детство в традиционной культуре народов Средней Азии, Казахстана и Кавказа (Санкт-Петербург, 1998), сс. 148—231.
- «Костер на перекрестке (к нумерологической символике в культуре таджиков)», Материалы Полевых этнографических исследований IV (Санкт-Петербург, 1998), сс. 142—165.
- «“О могучий огонь, заботься!” (К проблеме отношения “женщина—огонь” у таджиков)», Курьер Петровской Кунсткамеры VIII—IX (1999), сс. 104—117.
- «Огни женщин и огни мужчин в культуре таджиков (Правомерна ли постановка вопроса о концепции двух огней?)», Сборник Музея антропологии и этнографии XLVIII (Санкт-Петербург, 2000), сс. 247—252.
- «Насилие в культуре таджиков (миф и не-миф)», Антропология насилия (Санкт-Петербург, 2001), сс. 282—475.
- «Георгий и Хидр: некоторые параллели в народных образах христианского и мусульманского святых», Христианство в регионах мира (Санкт-Петербург, 2002), сс. 47—172.
- “Sammlungen aus Zentralasien”, Palats des wissens. Die Kunst und Wunderkammer Zar Peters des Grossen. Katalog II (Munchen, 2003), SS. 140—147.
- «Костер на перекрестке: к осмыслению ритуального огня на перекрестке в культуре таджиков», Материалы Полевых этнографических исследований V (Санкт-Петербург, 2004), сс. 61—78.
- «“Завеса тайны” (о затворничестве женщин в Центральной Азии)», Этнографическое обо-зрение III (2005), сс. 4—23.
- «Костры на пути невесты в Самарканде (за строкою О. А. Сухаревой)», Среднеазиатский этнографический сборник V (Москва, 2006), сс. 108—148.
- «Бухара—Петербург: шелковый путь для Дома Романовых (историко-культурный портрет коллекций МАЭ РАН)», Грезы о Востоке: русский авангард и шелка Бухары (Санкт-Петербург, 2006), сс. 22—49.
- «“Живые” родники и колодцы Центральной Азии», Радловские чтения-2006. Тезисы докладов (Санкт-Петербург, 2006), сс. 176—183 (соавт.: Н. С. Терлецкий).
- «“Согласен отец — согласен Бог” (К проблеме власти и управления в культуре народов Центральной Азии)», Антропология власти (хрестоматия по политической антропологии) II: Политическая культура и политические процессы (Санкт-Петербург, 2006), сс. 185—200.
- Коран и розовое пламя (Размышления о таджикской культуре) (Санкт-Петербург: Наука, 2007) [ISBN 978-5-02-025229-5]
- «Огонь и “умные числа” в традиционной культуре таджиков», Центральная Азия: традиция в условиях перемен I (Санкт-Петербург, 2007), сс. 171—238.
- «Ал-Бируни о благодатном огне на Гробе Господнем», Христианство в регионах мира II (Санкт-Петербург, 2007), сс. 348—353[3].

К 70-летию Р. Р. Рахимова его коллеги и ученики выпустили сборник «Рахмат-наме» (Санкт-Петербург: Наука, 2008) ISBN 978-5-55431-158-9 (ошибоч.).

## Выставочные проекты
Участвовал в создании и экспонировании нескольких выездных выставок МАЭ. Автор выставочного проекта «Шелковые ткани из дворцовых сокровищниц» (МАЭ, 1996) и «Город и степь на Шелковом Пути» (Дания, 1991), «Грезы о Востоке»  (2006).

## Экспедиции

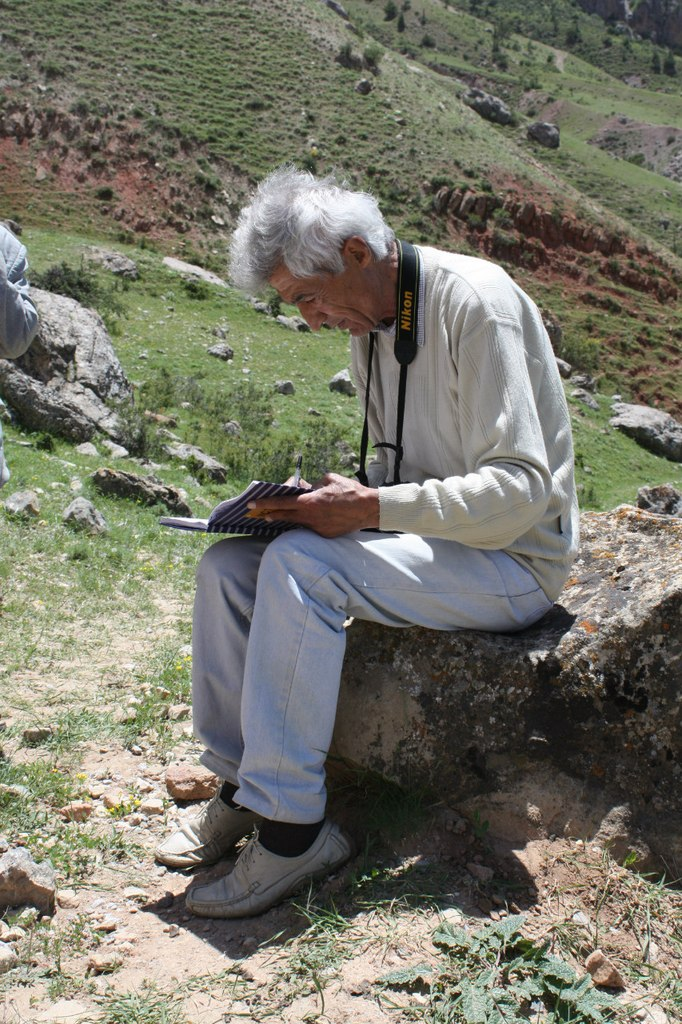

Р. Р. Рахимов совершил более 40 экспедиционных выездов в разные регионы Центральной Азии: Таджикистан, Узбекистан, Афганистан, Синьцзян. В последние годы под его руководством успешно работала «Центральноазаитская этнографическая экспедиция», членами которой были молодые сотрудники отдела. Благодаря её деятельности фонды МАЭ пополнились образцами различных предметов материальной культуры жителей региона.

## Награды
- Лауреат ежегодной премии МАЭ РАН за лучший выставочный проект «Грезы о Востоке» (2006)[источник не указан 4436 дней]
- Почетная грамота СПБ НЦ (2009)